# برونو (فیلم)
برونو (انگلیسی: Brüno) فیلمی در ژانر کمدی به کارگردانی لری چارلز است که در سال ۲۰۰۹ منتشر شد. از بازیگران آن می‌توان به ساشا بارون کوهن، لینی کازان و ران پال اشاره کرد. این فیلم درباره یک گزارش‌گر مدلینگ همجنس‌گرای اتریشی به نام برونو است، که در پی اخراج از شبکه مد راهی لس آنجلس برای رسیدن به شهرت می شود.